# Kościół św. Agnieszki w Krakowie
Kościół św. Agnieszki – zabytkowy, barokowy, kościół rzymskokatolicki znajdujący się w Krakowie, w dzielnicy I Stare Miasto przy ulicy Józefa Dietla 30, na Stradomiu. Pełni funkcję kościoła garnizonowego.

## Historia
Historia krakowskiego kościoła garnizonowego sięga XV wieku, kiedy to w 1459 roku kasztelan sandomierski i administrator żup solnych w Wieliczce Hińcza z Rogowa wybudował drewniany kościół pod wezwaniem św. Agnieszki, oddając go zakonnicom reguły św. Franciszka z Asyżu. Trzy kolejne pożary zniszczyły doszczętnie drewniany kościół. Na jego miejscu w 1558 roku wzniesiony został kościół i klasztor z kamienia i cegły. 21 stycznia 1561 roku, w dniu święta patronki kościoła, za zezwoleniem papieża Piusa II złożyły w kościele śluby klauzury Siostry Bernardynki. 
Do czasu potopu szwedzkiego świątynię dwukrotnie niszczyły pożary i dwukrotnie była odbudowywana. W czasie wojny ze Szwecją, kościół został spalony po raz kolejny (pożary pochłonęły wiele krakowskich kościołów), a po jej zakończeniu wykorzystano zachowane gotyckie mury do budowy nowej, barokowej świątyni. Decyzją szlachty województwa krakowskiego z 30 czerwca 1658 roku, kościół został odbudowany. 
Do 1783 roku był to kościół klasztorny ss. Bernardynek. Podczas kasaty zakonu, budynki klasztorne wraz z kościołem zostały wyprzedane i taka sytuacja trwała przez cały okres zaborów. W dniu 11 sierpnia 1788 roku ss. Bernardynki zostały przeniesione do kościoła pod wezwaniem św. Józefa przy ul. Poselskiej w Krakowie.
Kolejne rozbiory Polski przyniosły degradację obiektu. W wyniku III rozbioru Polski w 1795 roku Kraków znalazł się pod zaborem Austrii i w 1801 kościół przekształcono w magazyn. W początkach XX wieku budynek znajdował się w rękach prywatnych i mieścił się w nim skład złomu żelaznego. W roku 1906 Towarzystwo Miłośników Historii i Zabytków Krakowa zainicjowało akcję mającą na celu wykupienie go z rąk prywatnych. Nie doszło jednak do tego ze względu na brak przychylności ze strony władz austriackich. Udało się to dopiero w 1926 r. Trzy lata później kościół został przekazany na potrzeby parafii wojskowej, która w 1932 r.  przywróciła go do kultu. W czasie II wojny światowej okupanci niemieccy przekazali go ewangelikom, ale po wojnie powrócił do prawowitych właścicieli.  
Restauracja kościoła dokonana została przez architekta włoskiego Carlo Celano. Aby odsłonić fasadę świątyni zburzono część dawnego klasztoru. Do środka prowadzi neobarokowy portal wykonany w 1932 roku. 
Od 1958 r. posługę przy parafii pełni Zgromadzenie Sióstr Niepokalanego Serca Najświętszej Marii Panny, którego założycielem był ks. Konstanty Marszałowicz. 
W budynkach dawnego klasztoru mieści się obecnie Probostwo Garnizonu Kraków. Dawna infirmeria jest dziś nadbudowana i stanowi oficynę kamienicy przy ul. Dietla 36. Przed kościołem na niewielkim placu odsłonięto w 1990 pomnik gen. Władysława Sikorskiego autorstwa Piotra Świstaka.
23 kwietnia 1993 w sarkofagu z czarnego marmuru pochowano w kościele (po prawej stronie) sprowadzone z Wielkiej Brytanii prochy gen. Józefa Hallera.
W Niedzielę Palmową, 16 marca 2008 Biskup Polowy Wojska Polskiego gen. broni prof. dr hab. Tadeusz Płoski poświęcił w krakowskiej świątyni nowy ołtarz, ambonkę i chrzcielnicę. Niespełna 7 miesięcy później kościół zyskał nową posadzkę z czerwonego granitu i 5 nowych witraży (Aniołowie, św. Siostra Faustyna Kowalska, błogosławiony ks. kmdr. Władysław Miegoń, św. Rafał Kalinowski, Papież Jan Paweł II) autorstwa krakowskiego artysty Jacka Białoskórskiego. 14 października 2008 uroczystego poświęcenia nowych witraży dokonał kardynał Franciszek Macharski.
W okresie od maja do sierpnia 2009 kościół został odnowiony i poddany malowaniu konserwatorskiemu. W prezbiterium zostało zainstalowane nowe oświetlenie.
13 sierpnia 2010 roku podczas uroczystej Mszy Świętej z okazji Święta Wojska Polskiego zostały odsłonięte tablice upamiętniające gen. Bronisława Kwiatkowskiego – Dowódcę Operacyjnego Sił Zbrojnych RP i gen. broni Włodzimierza Potasińskiego – dowódcę Wojsk Specjalnych RP – tragicznie zmarłych w katastrofie prezydenckiego samolotu pod Smoleńskiem.
3 października 2013 roku podczas uroczystej mszy wojskowej w kościele odsłonięto tablicę poświęconą żołnierzom 1. Samodzielnej Brygady Spadochronowej, ufundowaną przez Bogusława Rostworowskiego i Marię Vetulani, wykonaną przez rzeźbiarza Bronisława Krzysztofa. 19 stycznia 2020 roku odsłonięto tablicę poświęconą mjr. pil. Stefanowi Janusowi.
Przy kościele funkcjonuje placówka muzealna Zbiory Archiwalno-Muzealne Krakowskiego Kościoła Garnizonowego św. Agnieszki.

## Architektura i wnętrze
Kościół barokowy, orientowany, wzniesiony w latach 1660–1680, sklepiony kolebkowo z lunetami, z zachowaną geometryczną dekoracją stiukową. 
Organy i chór muzyczny ozdobione płaskorzeźbą orła wykonano według projektu Adolfa Szyszko-Bohusza. W ołtarzu głównym pochodzącym z lat 1932–1933 projektu Bogdana Tretera znajduje się obraz św. Agnieszki z poł. XVII wieku pochodzący z pierwotnego wyposażenia kościoła.
W oknie nad ołtarzem widnieje witraż wykonany w 1936 z wizerunkiem Matki Boskiej z Dzieciątkiem w otoczeniu odznak polskich formacji wojskowych sprzed 1939 roku.
W niszach ściennych znajduje się dziesięć stiukowych posągów świętych autorstwa Carlo Celano.
Ściany kościoła pokrywają tablice wotywne między innymi tablica z nazwiskami oficerów polskich wymordowanych w Katyniu, Charkowie, Ostaszkowie i Miednoje, ozdobiona wizerunkiem Matki Boskiej Katyńskiej oraz ziemią z miejsc straceń.

## Galeria

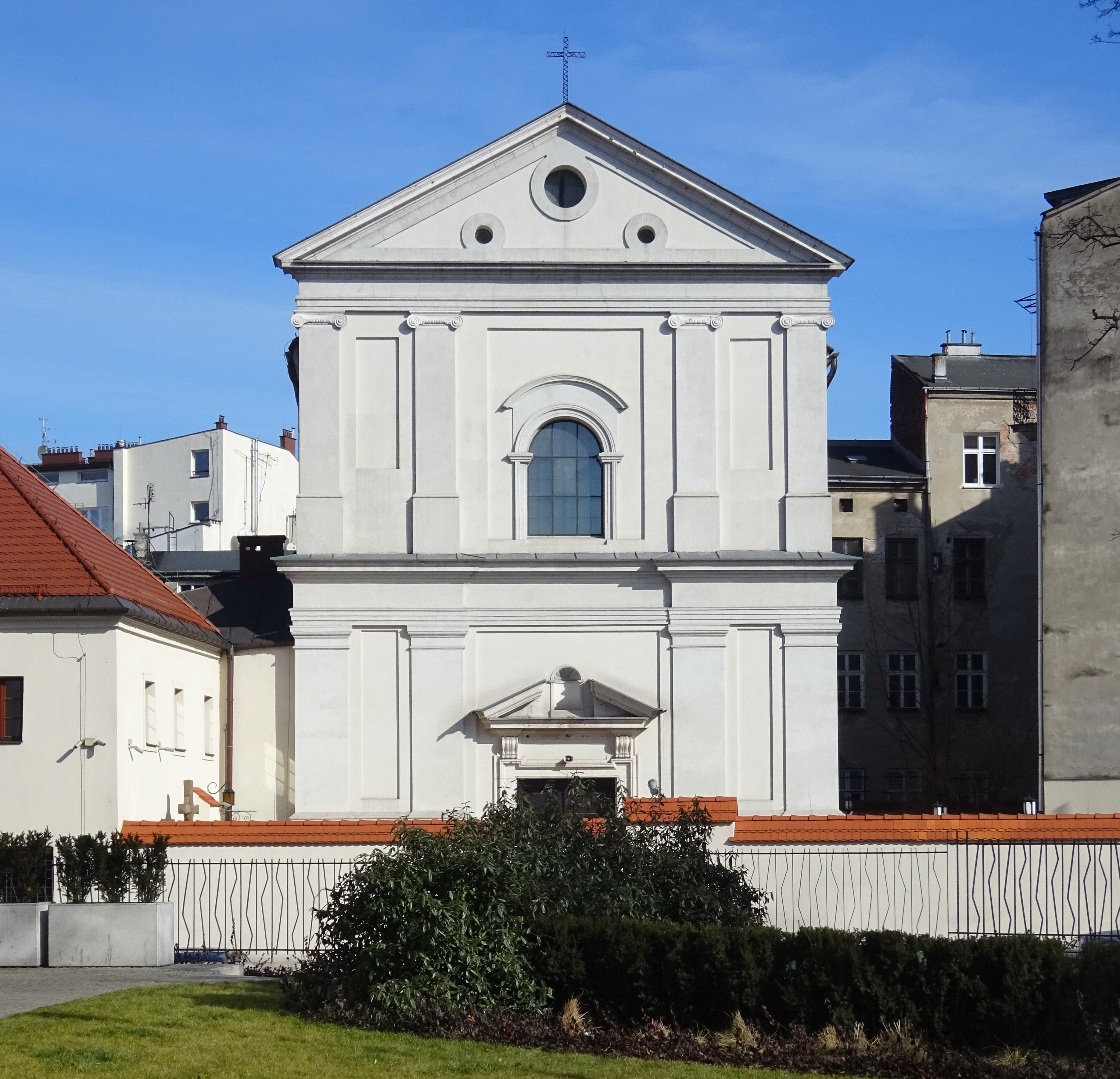
Widok fasady kościoła z ul. Dietla
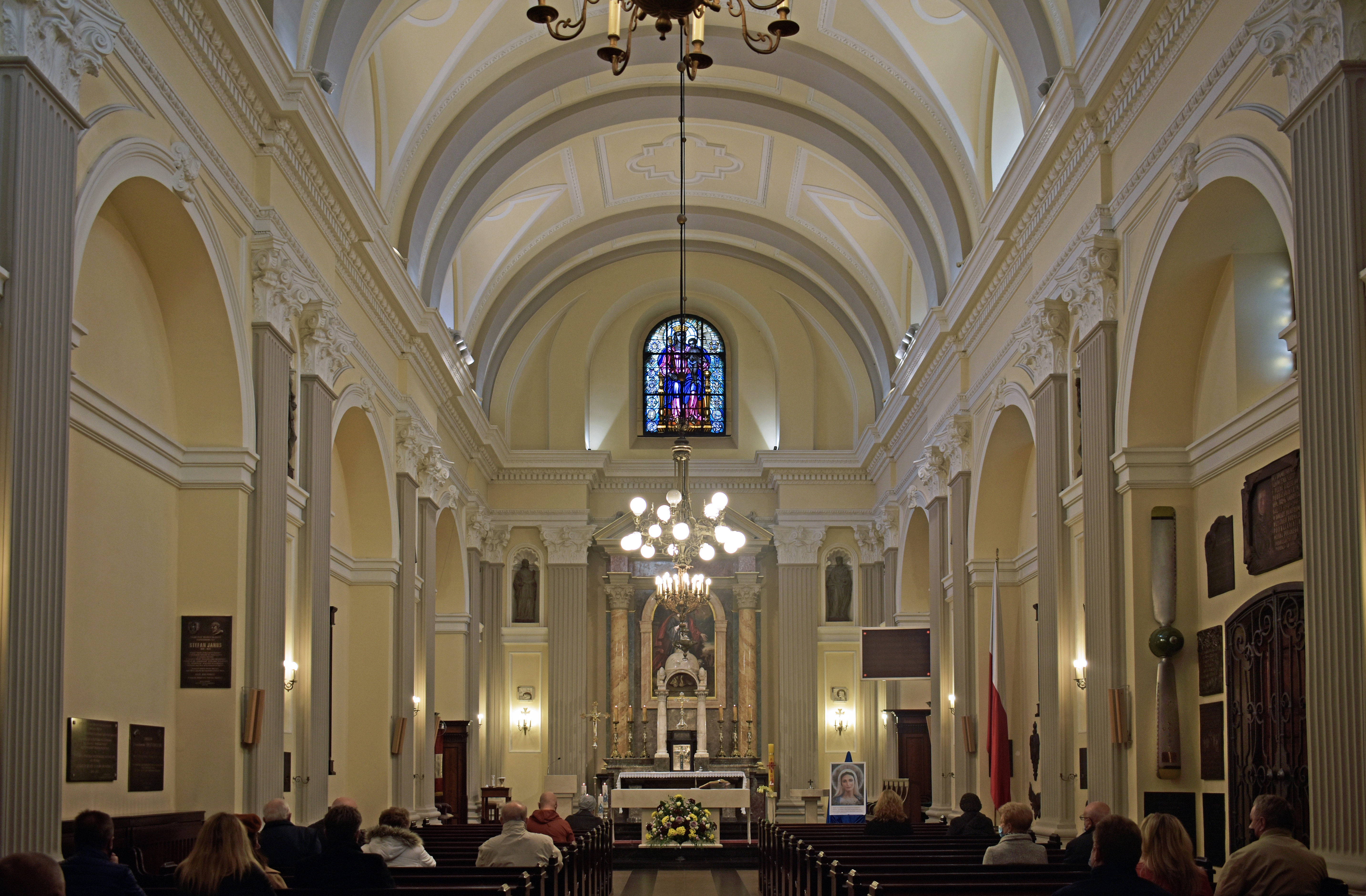
Wnętrze kościoła
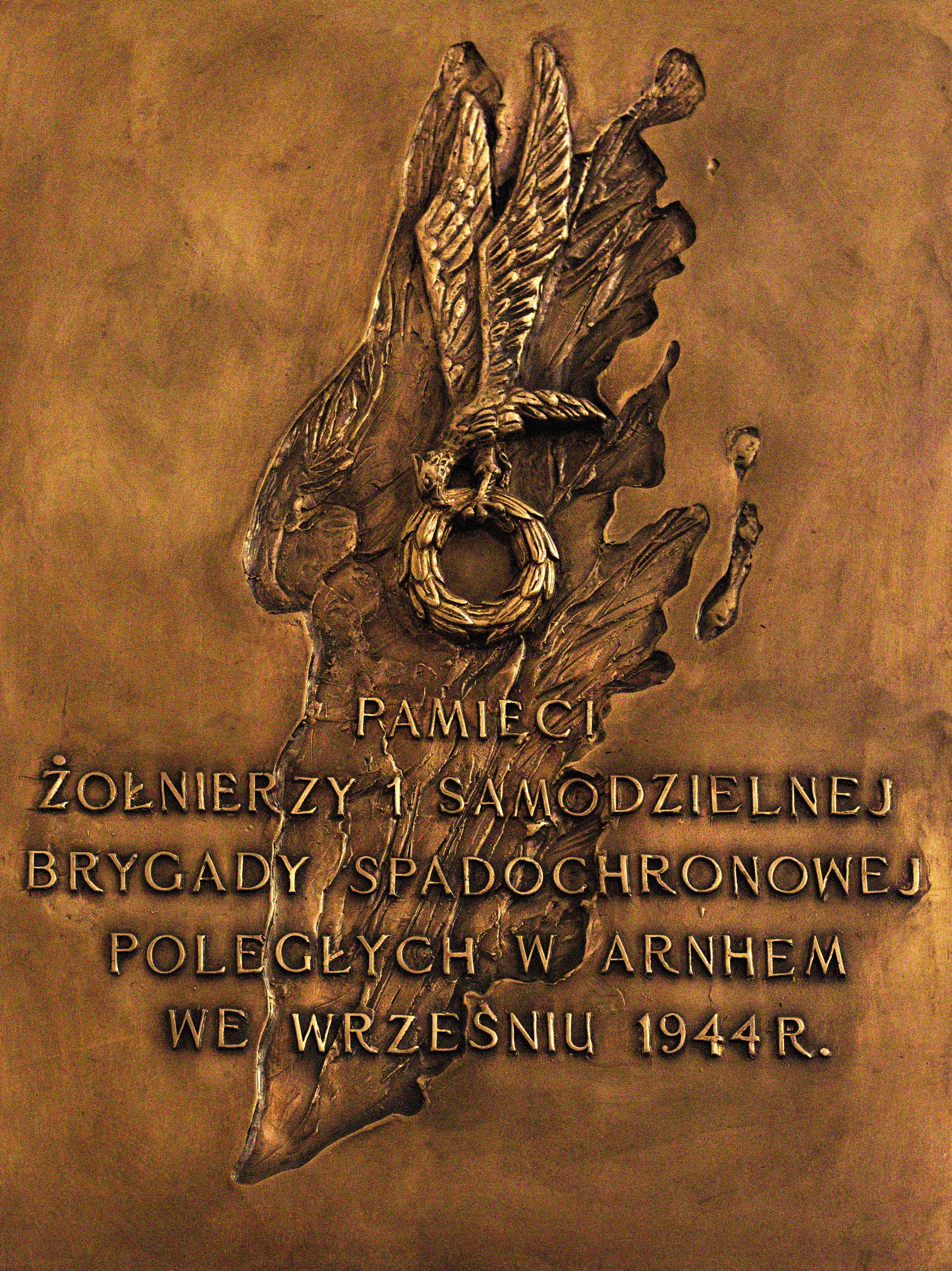
Tablica poświęcona żołnierzom 1. Samodzielnej Brygady Spadochronowej poległym w bitwie pod Arnhem
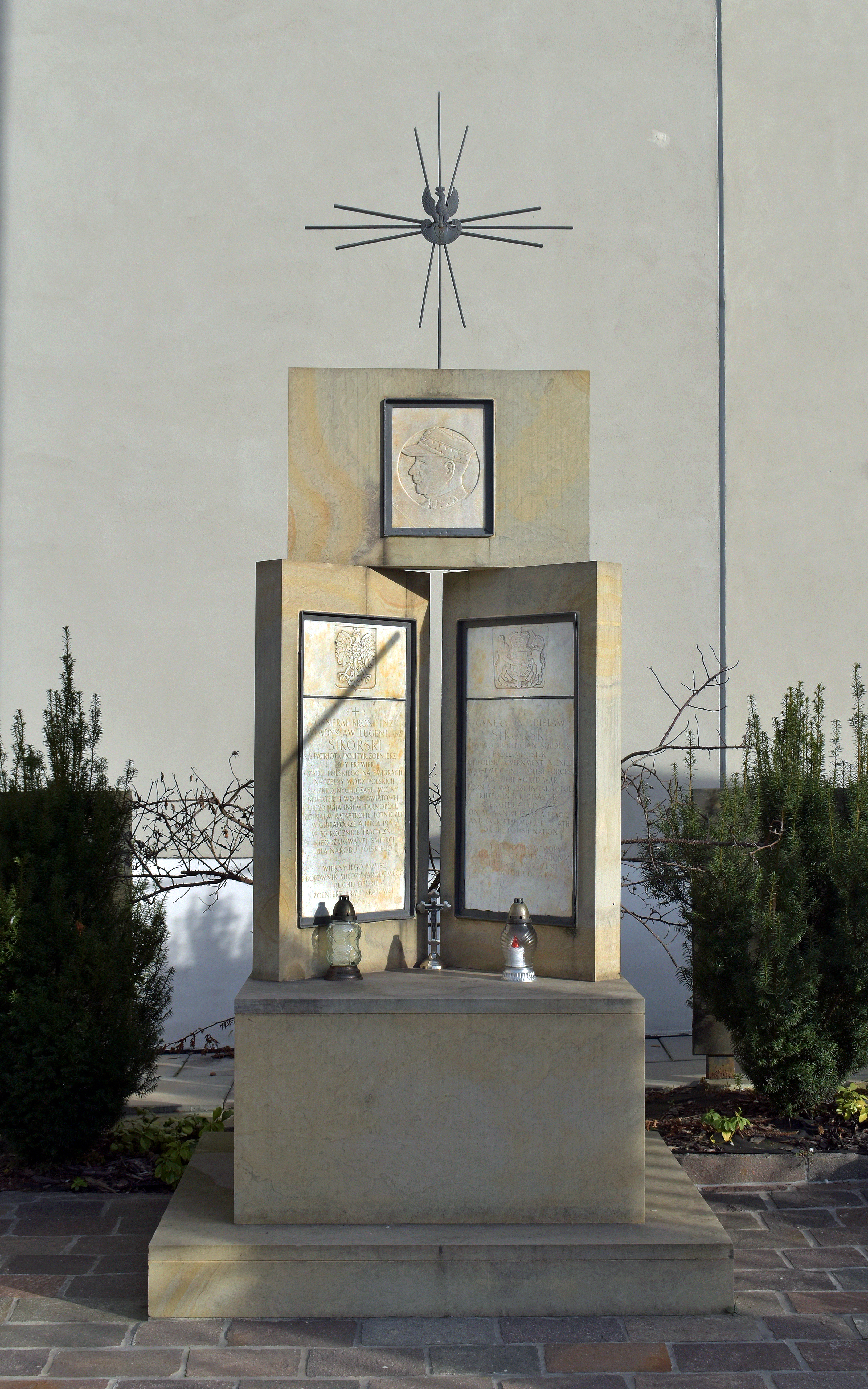
Pomnik gen. Władysława Sikorskiego